# Johann Twenger
Johann Twenger (ur. 1543 nad Anizą w Styrii, zm. 27 lipca 1603 we Wrocławiu) – niemiecki malarz i rytownik aktywny we Wrocławiu. 

## Życie i twórczość
Pierwsze nauki malarstwa pobierał w Pradze u mistrza Floriana, u którego praktykował od 1569, przez kolejne półtora roku. W 1572 rok został mistrzem we Wrocławiu a w styczniu kolejnego roku przyjął prawa miejskie. W 1584 roku, wraz z Hieronymusem Beinhardtem i Christophem Elnerem, został starszym cechu. W swoim warsztacie wykształcił piętnastu uczniów, m.in. swojego syna Zachariasa (1580-1612), Daniela Modera (ok. 1560-1610), a także czeladników Matthiasa Heintze (zm. 1622) i Andreasa Hempela. W jego pracach można zauważyć wpływy praskich manierystów drugiej połowy XVI wieku. Stosował silne kontrasty kolorystyczne, efekty światłocienia; wykorzystywał elementy architektoniczne oraz wielofiguralne kompozycje.  
W 1574 roku Johann Twenger poślubił Brigittę Hermann ze Zgorzelca. Miał pięcioro dzieci. W 1582 roku zakupił dom przy Nowym Targu a w 1594 sprzedał go Matthesowi Goebelowi.
Był nauczycielem wrocławskiego malarza Andreasa Hempla.